# Tomisław Paczowski
Tomislav Pačovski (mac. Томислав Пачовски, ur. 28 czerwca 1982 w Bitoli) – macedoński piłkarz grający na pozycji bramkarza. Od 2015 roku jest piłkarzem klubu Wardar Skopje.

## Kariera klubowa
Karierę piłkarską Pačovski rozpoczął w klubie FK Pelister. W 1999 roku awansował do kadry pierwszego zespołu i w sezonie 1999/2000 zadebiutował w jego barwach w pierwszej lidze macedońskiej. W 2001 roku zdobył z Pelisterem Puchar Macedonii. W sezonie 2003/2004 został wypożyczony do greckiego AO Ionikos, w którym zagrał tylko raz, 23 maja 2004 w meczu z OFI Kreta (2:1).
W 2006 roku Pačovski został piłkarzem klubu FK Rabotnički ze stolicy kraju Skopje. W latach 2006 i 2008 wywalczył z nim dwa tytuły mistrza Macedonii. W 2008 roku zdobył też Puchar Macedonii. Latem 2008 odszedł do lokalnego rywala Rabotničkiego, Vardaru Skopje i spędził w nim cały sezon 2008/2009.
W 2009 roku Pačovski przeszedł z Vardara do belgijskiego Germinalu Beerschot. W pierwszej lidze belgijskiej zadebiutował 1 sierpnia 2009 w zremisowanym 1:1 wyjazdowym meczu z KSV Roeselare. W sezonie 2009/2010 był podstawowym zawodnikiem klubu z Antwerpii, a w sezonie 2010/2011 stał się rezerwowym dla Thomasa Kaminskiego.
W 2012 roku Pačovski został zawodnikiem KV Mechelen, a w 2015 przeszedł do Wardaru Skopje.
| Sezon   | Klub               | Kraj               | Rozgrywki     | Mecze | Bramki |
| ------- | ------------------ | ------------------ | ------------- | ----- | ------ |
| 1999/00 | FK Pelister        | Macedonia Północna | Prwa Liga     | 3     | 0      |
| 2000/01 | FK Pelister        | Macedonia Północna | Prwa Liga     | 4     | 0      |
| 2001/02 | FK Pelister        | Macedonia Północna | Prwa Liga     | 27    | 0      |
| 2002/03 | FK Pelister        | Macedonia Północna | Prwa Liga     | 28    | 0      |
| 2003/04 | AO Ionikos         | Grecja             | Alpha Ethniki | 1     | 0      |
| 2004/05 | FK Pelister        | Macedonia Północna | Prwa Liga     | 0     | 0      |
| 2005/06 | FK Rabotnički      | Macedonia Północna | Prwa Liga     | 18    | 0      |
| 2006/07 | FK Rabotnički      | Macedonia Północna | Prwa Liga     | 18    | 0      |
| 2007/08 | FK Rabotnički      | Macedonia Północna | Prwa Liga     | 22    | 0      |
| 2008/09 | Vardar Skopje      | Macedonia Północna | Prwa Liga     | 27    | 1      |
| 2009/10 | Germinal Beerschot | Belgia             | Eerste Klasse | 29    | 0      |
| 2010/11 | Germinal Beerschot | Belgia             | Eerste Klasse | 5     | 0      |
| 2011/12 | Beerschot AC       | Belgia             | Eerste Klasse | 18    | 0      |
| 2012/13 | KV Mechelen        | Belgia             | Eerste Klasse | 22    | 0      |
| 2013/14 | KV Mechelen        | Belgia             | Eerste Klasse | 15    | 0      |
| 2014/15 | KV Mechelen        | Belgia             | Eerste Klasse | 3     | 0      |
| 2014/15 | Vardar Skopje      | Macedonia Północna | Prwa Liga     | 12    | 0      |
| 2015/16 | Vardar Skopje      | Macedonia Północna | Prwa Liga     |       |        |

## Kariera reprezentacyjna
W reprezentacji Macedonii Pačovski zadebiutował 4 czerwca 2006 roku w wygranym 1:0 towarzyskim meczu z Turcją. W swojej karierze grał już w eliminacjach do Euro 2008, MŚ 2010, a od 2010 roku jest pierwszym bramkarzem Macedonii, rywalizującej o awans do Euro 2012.